# ダフネ・カルーアナ・ガリジア
ダフネ・カルーアナ・ガリジア（英語: Daphne Caruana Galizia、1964年8月26日 - 2017年10月16日）は、マルタの調査報道ジャーナリスト。ダフネ・カルアナ・ガリツィア、ダフネ・カルアナガリチア、ダフネ・カルアナ・ガリチアなどの日本語表記もある。

## 人物
パナマ文書流出によって発覚した、マルタの首相ジョゼフ・ムスカットの妻（ファーストレディ）ミシェル・ムスカット（Michelle Muscat）、同国官房長官コンラッド・ミッツィや首席補佐官キース・シェンブリの汚職疑惑を追及してきた。また、2014年から国外の富裕層向けにマルタの市民権および旅券を高額で販売し始めた問題とパナマ文書との関連をとりあげていた。アメリカ合衆国の政治ニュースサイトポリティコは、ガリチアを「2017年最もヨーロッパに衝撃を与えた28人」の1人に挙げた。他方、与野党の政治家は彼女を名誉棄損で提訴していた。
2017年9月初め、自身のブログに「命を脅かされている」と記し、10月には脅迫を受けていると警察に相談していた。そして、10月16日午後3時頃、自宅近くで自動車に仕掛けられた爆弾の爆発により死亡した。
ムスカット首相は、「この野蛮な行為は決して正当化できない」と述べ、関与した者に裁きを受けさせるためあらゆる手を尽くすよう治安当局に指示した。内部告発サイトウィキリークス創始者のジュリアン・アサンジは、ガリジア殺害に強い憤りを表明、犯人特定に役立つ情報の提供者に2万ユーロ（約264万円）を支払うとツイッターに記した。
その後、ムスカットの側近のキース・シェンブリ首相首席補佐官が殺害事件に絡み2019年11月26日に逮捕され、またコンラッド・ミッツィ観光相とクリスチャン・カルドナが経済・投資・中小企業相が警察より聴取されるなど政権を揺るがす事態となり、ムスカットに対する首相辞任の圧力が強まった。12月1日、ムスカットは即時の辞任は否定したものの、翌2020年1月12日の労働党党首選挙にて新党首が選出され次第、首相を辞任すると表明した。